# La fuerza de la sangre
La fuerza de la sangre és una de las Novelas ejemplares de Miguel de Cervantes Saavedra.

## Argument
Una nit d'estiu, Leocadia, una noia d'uns setze anys, tornava de Toledo amb la seva família: un ancià gentilhome, la seva mare, un nen petit i la criada. Un home d'uns vint-i-dos anys d'aquella ciutat, ric, amb sang il·lustre, inclinació torçada, massa llibertat i companyies inadequades, anomenat Rodolfo, amb quatre amics seus, tots de la mateixa mena que ell, anaven en direcció contrària a la família. El jove Rodolfo va quedar fascinat per la bellesa de Leocadia, i se li va despertar el desig de gaudir-ne malgrat els inconvenients. Ho va explicar als seus amics, i van decidir recular i segrestar-la, per donar gust a Rodolfo.
Es van cobrir els rostres i desembeinaren les espases, i en un moment Rodolfo va agafar Leocadia en braços i va fugir amb ella, que amb el sobresalt es va desmaiar. La seva família va cridar, va plorar, i no els va escoltar ningú, ni el plor els va commoure. Aprofitant-se del seu desmai, Rodolfo la posseeix. Estant a la casa de Rodolfo, Leocadia li roba un crucifix i se l'amaga a la màniga. Per fi la deixa lliure, però nou mesos després té un fill fruit d'aquesta nit.
Els avis el fan passar pel seu nebot per no avergonyir la seva filla, però un dia en una cursa de cavalls, un d'aquests animals el va arrossegar i una dona el va anar a socórrer i se'l va endur. Leocadia quan el va a buscar s'adona que es troba en el lloc en què va ser deshonrada i ho confessa tot davant la vella, que és l'àvia paterna del nen.
Els pares de Rodolfo l'obliguen a casar-s'hi, i tot queda solucionat.

## Escenari
Aquesta història passa a Toledo.

## Personatges principals
- Leocadia: És una noia de 16 anys, de família humil, bella i dolça.

- Rodolfo: És un jove de 22 anys, de bona família, però de mentalitat liberal.

## Personatges secundaris
- Un vell cavaller: El pare de Leocadia.
- La mare de Leocardia: Un dels suports principals de la noia.
- Luis: Fill de Leocadia i Rodolfo, un nen innocent fruit del plaer del seu pare i la desgràcia de la seva mare.
- Els amics de Rodolfo: Joves com ell, liberals, atrevits.
- Els pares de Rodolfo: Persones de sang il·lustre, però sensibles davant la desgràcia del nen que van veure estès per un accident, disposats a reparar el greu error del seu fill.
- Criades i criats: Empleats de la senyora Estefanía.
- Cirurgià: El qui guareix Luis.
- Capellà: El qui els casa.